# Потєхін Петро Геннадійович
Петро́ Генна́дійович Потє́хін (нар. 12 листопада 1974) — полковник Збройних сил України, учасник війни на сході України.

## Біографія
Народився 12 листопада 1974 року.
18 серпня запланована ротація захисників Савур-могили, операцією керував полковник Петро Потєхін, на той час український загін від ближніх підрозділів відділяло понад 30 кілометрів. Потєхін повів на Савур-могилу 8 вояків 25-ї повітрянодесантної бригади.
Добровольцями разом з Стегарем були молодший сержант Олександр Славін, солдат Денис Міщенко, молодший сержант Василь Кандела, солдати Руслан Заблоцький і Денис Перевозник, старший сержант Самойлов. По тому до групи приєдналося 19 бійців добровольчої частини, яких очолював підполковник із Харкова, позивний «Сокіл», згодом — іще 10 артилеристів. Бійці 3-го полку спецпризначення стали провідниками групи на БТР-і. Колона на Савур-могилу вирушила 3-ма вантажівками, 2 БТР-ми і 1 БМП. На Савур-могилі знайшли 10 вояків під керунком полковника Гордійчука — були добровольці із підрозділу «Крим». Групі випало прикривати підніжжя гори, укривалися в розгаченому пам'ятнику радянським військовим, воювати довелося з казаками та осетинами. 19 серпня почався артобстріл, важкопоранений сержант Кандела, поранений полковник Потєхін, важкопоранений сержант Славін. Однак Славін, стікаючи кров'ю, зміг проповзти під обстрілом за підмогою, з бійцями прийшов «Сокіл» — підполковник Олександр Мельниченко. Дрібка вояків встала на повний зріст під обстрілом, аби забезпечити евакуацію поранених, одначе побратим Кандела помер при цьому. Воякам вдалося зв'язатися із основними силами, українські «Гради» накрили терористів, атаку було відбито.
29 серпня група полковника Гордійчука разом з рештою оточених українських сил йде на прорив. Під час руху в вантажівці, де перебували Гордійчук і сержант Сергій Стегар, було відкрито артилерійський та мінометний вогонь, в кузові стався вибух, автомобіль загорівся. Через надто щільний вогонь противника до полковника супроводжуючі підійти не могли, він зміг вибратися сам, йому зробили перев'язку — великий осколок потрапив в потилицю, незахищену каскою. Полковник намагався керувати боєм, зривав пов'язку, від втрати крові лишився безсилим; російські десантники полонили Гордійчука (без свідомості), Стегаря та ще кількох бійців.
Лікувався Потєхін в дніпровській лікарні ім. Мечнікова, доглядали за ним дружина та дві дочки. Осколки лишилися в плечі — хірурги побоялися видаляти, аби не пошкодити нервові закінчення.
Проживають в Києві у двокімнатній квартирі, дружина — медсестра в Центрі дитячої кардіології та кардіохірургії, дочки вчаться на медсестер в 1-му медичному коледжі.
Станом на серпень 2015 року — начальник відділу повітрянодесантної техніки командування Високомобільних десантних військ.
На виборах до Київської обласної ради 2015 року балотувався від партії «УКРОП». На час виборів проживав у Києві.
Станом на березень 2017-го — начальник навчально-оздоровчого комплексу, заступник начальника Київського військового ліцею імені І. Богуна.

## Нагороди та відзнаки
- Орден Богдана Хмельницького» III ступеня (21 жовтня 2014) — за особисту мужність і героїзм, виявлені у захисті державного суверенітету та територіальної цілісності України, вірність військовій присязі[5].
- Орден «За мужність» III ступеня (26 червня 2022) — за особисту мужність і самовіддані дії, виявлені у захисті державного суверенітету та територіальної цілісності України, вірність військовій присязі[6].